# Lenkerbeck
Lenkerbeck ist eine ehemalige Bauerschaft im Gebiet der heutigen Stadt Marl in Nordrhein-Westfalen im Kreis Recklinghausen. Lenkerbeck ist auch heute noch Mit-Namensgeber des Stadtteils Sinsen-Lenkerbeck, jedoch liegt der ehemalige Ortskern in den heutigen Stadtteilen Hüls-Nord und -Süd.

## Lage
Lenkerbeck liegt westlich von Sinsen im Nordosten der Stadt Marl. Das heute zu den beiden Teilen von Hüls gehörige Zentrum der Bauerschaft lag an der Kreuzung der in Nord-Süd-Richtung verlaufenden, heutigen Hülsbergstraße mit der Bahnhofstraße (nach Osten Richtung Sinsen und Oer-Erkenschwick) bzw. der Victoriastraße (nach Westen gen Marl-Zentrum). Auf altem Lenkerbecker Gebiet schließen sich nach Osten jenseits der A 43 und somit auf Sinsen-Lenkerbecker Gebiet die statistischen Bezirke (nördlich der Bahnhofstraße) und Nonnenbusch (südlich derselben) an.

## Geschichte
Die ersten urkundlichen Erwähnungen des heutigen Stadtbezirks Lenkerbeck als Lanclere und später Lenclar findet sich etwa ab (1050) 1150 in den Zinspflichtigkeiten des Oberhofes Helderinghausen (bei Recklinghausen) in der Rheinischen Urbare der Reichsabtei Werden (Essen).
Dem ursprünglichen Siedlungsnamen Lanclere, Lenclar, Lenkeler wurde später das Beck für Bach als Bezug zum großen Bach, dem heutigen Silvertbach, angefügt. Die ehemaligen Bauerschaften  Lenkerbeck, Löntrop, Sinsen und Hüls (Natrop) wurden am 1. April 1926 durch die Auflösung des Amtes Recklinghausen in das Amt Marl eingemeindet, wodurch das Amt Marl zum Großamt Marl erhoben wurde.